# Zamek Biskupów Kamieńskich w Karlinie
Zamek Biskupów Kamieńskich w Karlinie.

## Historia

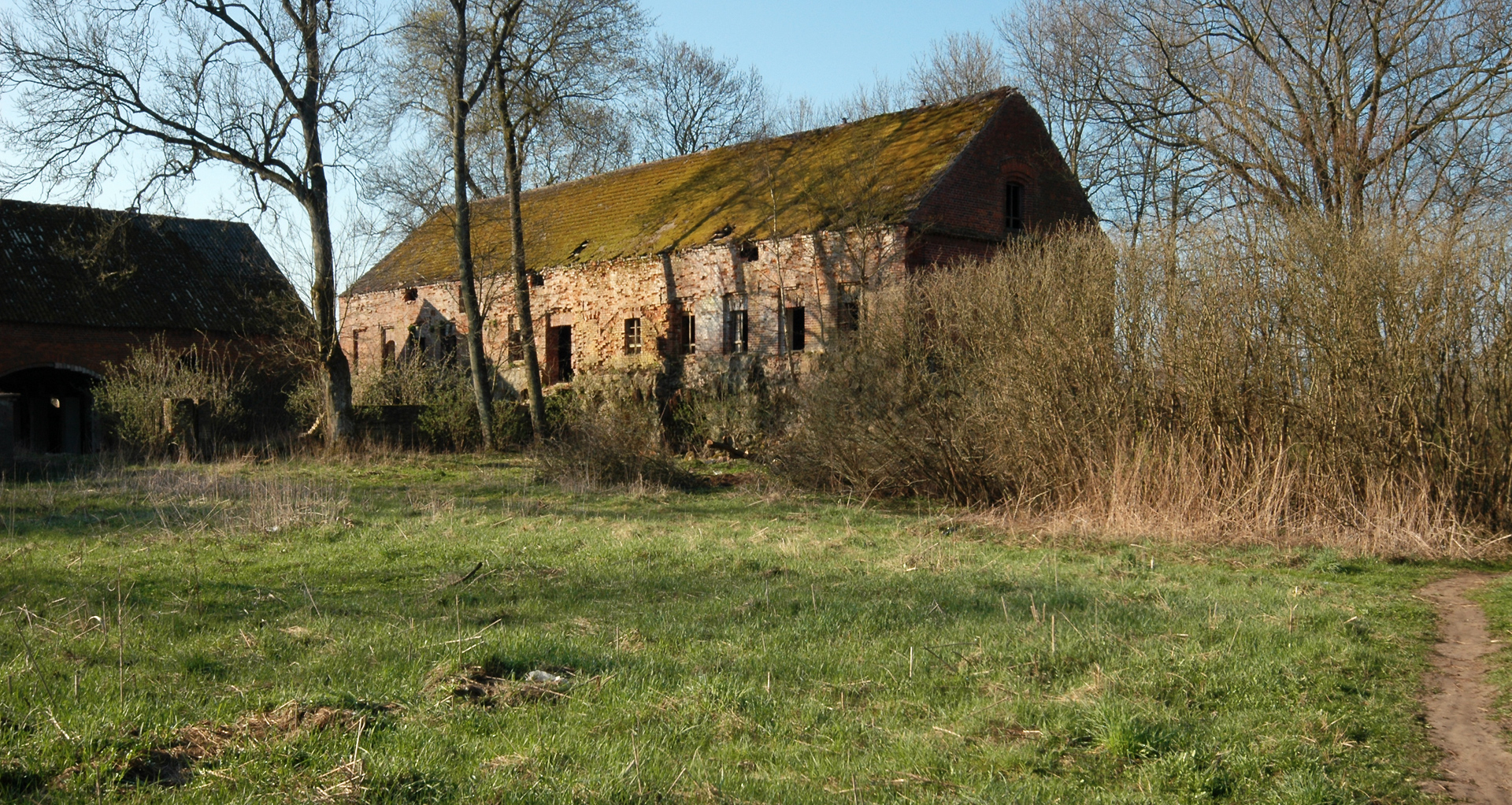
Pozostałości zamku, spichlerz (2005)

Okolice Karlina należały do biskupów kamieńskich od około 1280 roku (spadek po Warcisławie III). W 1308 roku biskup Henryk von Wacholz zaznaczył istnienie zamku w określeniu "castrum nostrum Corlin". W 1370 roku przeniesiono siedzibę biskupią z Kamienia do Karlina i podjęto decyzję o budowie obronnego zamku. W 1330 biskup Filip von Rehberg zwrócił uwagę w Statutach Kościelnych, na bardzo korzystne usytuowanie swojego zamku w widłach dwóch rzek: Parsęty i Radwi. Karlino otrzymało prawa miejskie na prawie lubeckim w 1385 i zostało wyniesione do rangi rezydencji biskupiej. Od lat 80. XIV wieku większość biskupów kamieńskich mieszkała w Karlinie.
Przyziemia zamku biskupów kamieńskich zbudowano w stylu gotyckim w końcu XII wieku. Zamek wzniesiono na planie czworoboku o wymiarach 11 x 35 metrów. Istniejące fragmenty dawnego zamku składają się z czterech pomieszczeń. Dwa z nich posiadają zachowane sklepienia gwieździsto-żebrowe. Ściany działowe posiadają zachowane otwory drzwiowe. W ścianie między dużymi salami zachowało się przejście ze zdobnym obramowaniem i dwustronny kominek gotycki. W elewacji północno-wschodniej znajdują się ślady otworów okiennych i dwóch portali. W czasie wykopalisk stwierdzono istnienie murów okalających zamek.
W 1409 Karlino zostało spalone; od klęski po części uchroniła zamek otaczająca woda i skuteczna obrona. Jednak w 1481 całe miasto i zamek zostały spalone przez mieszczan kołobrzeskich i koszalińskich. Po zapłaceniu odszkodowania przystąpiono do odbudowy zamku, jego rozbudowę kontynuowano aż do 1575.
W 1409 Karlino zostało spalone; od klęski po części uchroniła zamek otaczająca woda i skuteczna obrona. Jednak w 1481 całe miasto i zamek zostały spalone przez mieszczan kołobrzeskich i koszalińskich. Po zapłaceniu odszkodowania przystąpiono do odbudowy zamku, jego rozbudowę kontynuowano aż do 1575.
Kolejni biskupi stworzyli w zamku piękną renesansową rezydencję. Prawdopodobnie wtedy powstało założenie trójskrzydłowe, na planie regularnym, trójkondygnacyjnego budynku, którego boczne skrzydła zwieńczone zostały szczytami. Przypuszcza się, że zamek miał wymiary 50 x 50 metrów, a przedzamcze 50 x 100 metrów. Wygląd ówczesnego zamku można zobaczyć na mapie Lubinusa.
W latach 1602–1618 biskup Franciszek I rozbudował i uświetnił zamek. W 1761 roku, podczas wojny siedmioletniej, zespół zamkowy popadł w ruinę i uległ spaleniu. Ruiny zostały rozebrane do przyziemia, tak że ocalała tylko najniższa kondygnacja skrzydła głównego zamku, z zachowanymi sklepieniami gwiaździstymi. Zasypano fosę oddzielającą zamek od miasta i zniszczono dawne zabudowania.
W późniejszym czasie na piwnicach wzniesiono królewski browar a XIX-wieczna zabudowa zatarła ślady po bogatym dawniej zamku biskupim.